# Кальканьини, Челио
Че́лио Кальканьи́ни (устар. Целио или Целий, итал. Celio Calcagnini, 17 сентября 1479, Феррара — 24 апреля 1541, Феррара) — итальянский гуманист и учёный-универсал — филолог, поэт, комедиограф, историк, переводчик, натурфилософ и астроном. Свои латинские труды он подписывал: Caelius Calcagninus. Профессор Университета Феррары. Один из предшественников идеи Николая Коперника о вращении Земли.

## Биография
Родился в Ферраре. Кальканьи́ни был внебрачным сыном апостольского протонотария Марио Кальканьино Кальканьини, его матерью была Лукреция Константини. За свою жизнь сменил множество профессий: солдат императорской армии, затем дипломатический представитель герцога Феррарского, с которым он много путешествовал по Польше и Венгрии. В частности,  в 1518 году он побывал в Кракове на свадьбе короля Сигизмунда I, и некоторые историки высказывают предположение, что там он услышал о системе мира Коперника. Одновременно Кальканьини был рукоположен в каноники (1510 год) и стал сотрудником канцелярии римского кардинала Ипполито I д’Эсте, брата феррарского герцога Альфонсо; в этой должности он, помимо прочего, занимался неудавшимся разводом английского короля Генриха VIII с Екатериной Арагонской. Как представитель кардинала он участвовал в выборах императора Карла V (28 июня 1519 года).
С 1506 года и до конца жизни Кальканьи́ни — профессор кафедры греческой и латинской литературы Университета Феррары. Его учеником и преемником в Феррарском университете был Джиральди Чинтио.
3 сентября 1520 года кардинал Ипполито д'Эсте скончался, Кальканьини вернулся в родную Феррару и вновь занялся преподаванием в университете. До 1525 года он был наставником будущего кардинала Ипполито II д’Эсте.
Умер Кальканьини в родной Ферраре в 1541 году, похоронен на городском кладбище делла Чертоза (Cimitero monumentale della Certosa di Ferrara) в Доминиканском монастыре, которому он также завещал свою ценную библиотеку из 1249 книг. Рукописи своих трудов он передал герцогу Эрколе II д'Эсте, который в 1544 году напечатал их в Базеле за свой счет..

## Творчество
Кальканьини оказал большое влияние на литературные и языковые новации Франсуа Рабле, с которым, вероятно, встречался в Италии. а также был учителем Клемана Маро. Получил высокую оценку  Эразма Роттердамского в труде Ciceronianus.  Большую историческую ценность представляют сохранившаяся переписка Кальканьини и его литературоведческие заметки.
Историки предполагают, что в начале XVI века в Ферраре Кальканьини встречался с Коперником, завершавшим своё обучение в Италии. В своей восьмистраничной брошюре «Quod caelum stet, terra moveatur, vel de perenni motu terrae» (Небо неподвижно, а Земля вращается, или о вечном движении Земли) Кальканьини высказал мнение, что Земля совершает суточное вращение. Это мнение обсуждал также авторитетный итальянский астроном Франческо Мавролико. Кальканьини вывел из вращения Земли причины предварения равноденствий и морских приливов (в последнем он предвосхитил аргументацию Андреа Чезальпино и Галилея).
Брошюра Кальканьини была опубликована посмертно, в 1544 году (в сборнике трудов Opera aliquot, почти одновременно с книгой Коперника), однако задумана в 1520-е годы и, скорее всего, её рукописные копии, по обычаю того времени, расходились и раньше. Таким образом, задолго до появления книги Коперника «О вращении небесных сфер» гипотеза о вращении Земли обсуждалась в научной среде; однако более смелая идея вращения Земли вокруг Солнца до Коперника в христианской Европе открыто не высказывалась и не обсуждалась.

## Труды
Посмертно изданный сборник трудов (1544)
- Opera aliquot

содержит основные труды Кальканьини.
- De libero animi motu — богословский труд, в котором автор поддерживает позицию Эразма Роттердамского и его «De libero arbitrio» против Мартина Лютера. Он, в частности, отверг лютеранскую доктрину предопределения.
- De rebus Aegyptiacis — перевод книги Плутарха «Об Исиде и Осирисе», который пробудил интерес к Египту и, в частности, к египетским иероглифам.
- Descriptio Silentii — этюд о видении фигуры бога молчания Гарпократа.
- Anteros, sive de mutuo amore — неоплатоническая интерпретация мифа об Эросе и Антеросе.
- Quod caelum stet, Terra moveatur vel de perenni motu Terrae — обоснование гипотезы вращения Земли, написана около 1525 года.

См. также Epistolarum criticarum et familiarum libri XVI, Amberg, 1608.

### Русские переводы
- Челио Кальканьини. Эпитома о Прометее и Эпиметее. Дата обращения: 9 февраля 2020.